# IC 3151
IC 3151 — галактика типу SBa (компактна витягнута галактика) у сузір'ї Діва.
Цей об'єкт міститься в оригінальній редакції індексного каталогу.